# Ježek Sonic (lik)
Ježek Sonic (angleško Sonic the Hedgehog; japonsko ソニック・ザ・ヘッジホッグ, latinizirano: Soniku za Hežogu; *23. junij, Božični otok) je glavni protagonist istoimenske serije videoiger, več risank, stripov in filmov. Sonic je antropomorfen jež modre barve z močjo visoke hitrosti, ki lahko preseže hitrost zvoka. Njegov glavni sovražnik je dr. Robotnik, nori znanstvenik, ki stalno poskuša s silo zavzeti svet.
Kot avtorja se Sonicu navadno pripisujeta Judži Naka in Naoto Ohšima. Ustvarjen je bil z namenom, da bi Sega imela maskoto, ki bi se lahko kosala z Nintendovim Mariem.

## Razvoj

### Zunanji izgled
Podjetje Sega je dolgo časa iskalo načine, da bi na videoigriškem trgu prekosila visoko popularno podjetje Nintendo. V ta namen je bilo izdelanih več prototipov lika, ki bi se lahko kosal z Nintendovim Mariem. Naoto Ohšima je prototipe vzel v Central Park in mimoidoče spraševal po mnenju. Največjo podporo je dobil prototip imenovan G. Ježek. Po vrnitvi na Japonsko je bil prototip takoj razglašen za Segino novo maskoto.
Sonicov izgled je izpolnjeval dva pomembna faktorja: bil je povsem preprost in zato ga je bilo lahko narisati iz spomina, poleg tega pa je v njem odsevalo najstniško uporništvo. Modra je bila izbrana za barvo maskote kot barva Seginega logotipa, barve njegovih čevljev pa so temeljile na stereotipičnih božičnih barvah (rdeča, bela, rumena).
Sonic je bil ustvarjen brez znanja plavanja po zmotnem prepričanju Judžija Nake, da ježi ne znajo plavati.
Leta 1998 se je Sonicov izgled dopolnil: Poleg temnejšega odtenka modre je dobil višjo in vitkejšo telesno postavo. Tako kot vsi ostali liki v seriji je tudi sam prejel barvne oči.
Sonicov prvotni izgled za film Ježek Sonic je bil ob izidu napovednika deležen ostre kritike. Zaradi spremembe izgleda je bil datum izida filma prestavljen za tri mesece.

### Glas
Sonic je z glasovnim izražanjem začel že leta 1993, v igri Sonic CD, v obliki nekaj preprostih fraz. Glas mu je posodil Masato Nišimura. Istega leta sta bili predvajani risanki Adventures of Sonic the Hedgehog in Sonic the Hedgehog. V obeh risankah je Sonicu glas posodil Jaleel White. Šest let kasneje je v risanki Sonic Underground ponovil svojo vlogo.
Leta 1998 je za prelomno igro Sonic Adventure Sonic dobil prvega pravega glasovnega igralca za videoigre, Ryana Drummonda. Ob izidu angleške različice igre je Sonicov dvodelni anime iz leta 1996 (v ZDA združen v en film pod imenom Sonic the Hedgehog: The Movie) prejel angleško sinhronizacijo. Sonicu je glas posodil Martin Burke.
Ko je leta 2003 ameriško podjetje 4Kids Entertainment dobilo dovoljenje za angleško sinhronizacijo japonskega animeja Sonic X, je Ryanovo vlogo prevzel Jason Griffith. Slednji je Sonicu posojal glas do leta 2010.
Od leta 2010 Sonicu v večini medijev glas posoja Roger Craig Smith. V obeh igranih filmih je Sonicu glas posodil Ben Schwartz.

## Transformacije

### Super Sonic
S pomočjo sedmih Kaosovih smaragdov lahko Sonic doseže super formo. Ta ga naredi neranljivega, nadzvočno hitrega in mu omogoči letenje, spremeni pa se tudi njegov zunanji izgled: barva telesa se spremeni iz modre v zlato, oči se mu spremenijo v rdeče in bodice se mu obrnejo navzgor.
Transformacija se prvič pojavi v igri Sonic the Hedgehog 2.

### Hiper Sonic
Hiper forma velja za nadgradnjo super forme. Da jo doseže, mora Sonic zbrati vseh sedem Super smaragdov. Forma mu omogoči nekoliko višjo hitrost kot v super formi, spremeni pa se mu tudi zunanji izgled: namesto zlate barve se mu telo sveti v šestih barvah.
Transformacija se pojavi izključno le v igri Sonic 3 & Knuckles.

### Darkspine Sonic
Z uporabo Svetovnih obročev besa, sovraštva in žalosti se lahko Sonic spremeni v Darkspine Sonica. V tem stanju lahko leti, ima večjo fizično moč, neomejeno uporablja svoje moči dušnega merilnika in tudi elementarne sposobnosti nad ognjem, vetrom in temo. Zaradi intenzivnih čustev, zapečatenih v Svetovnih obročih, ki jih Sonic uporablja za transformacijo, postane nekoliko temnejši in bolj nasilen.
Transformacija se pojavi izključno v igri Sonic and the Secret Rings.

### Excalibur Sonic
Z uporabo moči štirih svetih mečev Sonic doseže Excalibur formo. Ta oblika obleče Sonicovo telo v močan zlati oklep z rdečim ogrinjalom, omogoči letenje, večjo fizično moč in moč vihtenja legendarnega svetega meča Excaliburja.
Transformacija se pojavi izključno le v igri Sonic and the Black Knight.

### Volkojež Sonic
Potem ko je Sonic nehote absorbiral moč Gaie, je s tem pridobil moč, da se ponoči spremeni v volkodlaku podobno obliko z imenom Volkojež Sonic. V tem stanju je Sonic izgubil svojo značilno hitrost, vendar je ohranil bliskovite reflekse in okretnost. Pridobil je tudi veliko fizično moč, ostre kremplje, raztegljive roke in omejen nadzor nad energijo. Kljub temu, da je Sonicova trdna volja preprečevala, da bi se popolnoma podredil tem stanju, je bil nekajkrat žrtev neprostovoljnega divjega obnašanja. To obliko je trajno izgubil, ko je moč Gaie prevzela Temna Gaia.
Transformacija se pojavi izključno le v igri Sonic Unleashed.

## Igre
- Sonic the Hedgehog (1991)
- Sonic the Hedgehog 2 (1992)
- Sonic CD (1993)
- Sonic Chaos (1993)
- Sonic the Hedgehog 3 (1994)
- Sonic & Knuckles (1994)
- Sonic the Hedgehog Triple Trouble (1994)
- Knuckles' Chaotix (cameo, 1995)
- Sonic Blast (1996)
- Sonic 3D: Flickies' Island (1996)
- Sonic the Fighters (1996)
- Sonic R (1997)

- Sonic Adventure (1998)
- Sonic the Hedgehog Pocket Adventure (1999)
- Sonic Advance (2001)
- Sonic Adventure 2 (2001)
- Sonic Advance 2 (2002)
- Sonic Heroes (2003)
- Sonic Advance 3 (2004)
- Sonic Rush (2005)
- Shadow the Hedgehog (stranska vloga, 2005)
- Sonic the Hedgehog (2006)
- Sonic and the Secret Rings (2007)
- Sonic Rush Adventure (2007)
- Sonic Unleashed (2008)
- Sonic and the Black Knight (2009)
- Sonic the Hedgehog 4: Episode 1 (2010)
- Sonic Colors (2010)
- Sonic Generations (2011)
- Sonic the Hedgehog 4: Episode 2 (2012)
- Sonic Lost World (2013)
- Sonic Mania (2017)
- Sonic Forces (2017)
- Sonic Frontiers (2022)

## Filmi

### Filmi v franšizi
- Ježek Sonic (anime, 1996, mednarodna izdaja 1999)
- Ježek Sonic (2020)
- Ježek Sonic 2 (2022)
- Ježek Sonic 3 (prihajajoči, 2024)

### Filmi izven franšize
- Razbijač Ralph (2012)
- Ralph ruši internet (2018)

### Animirane serije[28]
- Adventures of Sonic the Hedgehog (1993)
- Sonic the Hedgehog (1993 - 1994)
- Sonic Underground (1999 - 2000)
- Sonic X (2003 - 2006)
- Ježek Sonic Boom (2014 - 2017)
- Sonic Prime (2022)